# Взятие Мстиславля (1654)
Взятие Мстиславля — эпизод начального этапа русско-польской войны 1654—1667 годов. Армия князя Алексея Никитича Трубецкого овладела Мстиславлем — крупным экономическим и административным центром Великого княжества Литовского, главным городом Мстиславского воеводства. Город оставался под контролем русской администрации до осени 1658 года, когда мятежные запорожские казаки Ивана Выговского заняли Мстиславль при поддержке некоторых горожан, а весной 1659 года, после осады, город вновь был занят русскими войсками. В 1661 году Мстиславль вернулся под контроль Речи Посполитой.

## Крепость Мстиславль
На первом этапе боевых действий кампании 1654 года неравенство сил могло быть компенсировано стойкой обороной войсками Великого княжества Литовского многочисленных крепостей. Центр воеводства располагал деревянным замком с 10 башнями и дерево-земляным валом с деревянными воротными башнями. Крепость была дополнительно усилена глубокими рвами, многие из которых имели естественное происхождение.

## Ход событий
Государев поход 1654 года имел успех благодаря захваченной инициативе в боевых действиях и широкому фронту при развертывании сильных фланговых группировок армий Трубецкого и Шереметева.

### Военные действия
Осада Мстиславля происходила параллельно с осадой Смоленска, в которой участвовала основная часть русских войск. Чтобы не дать литовским войскам подойти к Смоленску, навстречу войску гетмана польного литовского Януша Радзивилла был послан отряд под командованием Якова Черкасского, который заставил Радзивилла отступить. Одновременно с юго-востока из Брянска выступило войско Трубецкого, который без боя взял Рославль и направился к Мстиславлю.
Януш Радзивилл направил в Мстиславское воеводство универсал, запрещавший его жителям уклоняться от защиты своего замка под страхом «отобрания имущества, лишения чести и изгнания из имений». После этого «все городские и земские чины», а также шляхта и жители воеводства на собранном сеймике твёрдо решили защищать Мстиславский замок от русских войск. Это было довольно нехарактерным явлением для кампании 1654 года, поскольку большинство городов восточной части Великого княжества Литовского сдавались царским войскам без боя. Массовый переход населения на сторону царя был скорее правилом, чем исключением. На первом этапе войны крестьянское и мещанское население пограничья, привыкшее к смене государственной принадлежности своих земель, часто приветствовало русские войска, а шляхта обычно надеялась выторговать для себя перед капитуляцией выгодные условия, поскольку царская власть нуждалась в её опоре. Согласно польскому историку Конраду Бобятыньскому, причиной перехода на сторону Алексея Михайловича была не классовая борьба, а военная ситуация и неспособность Речи Посполитой обеспечить защиту населения и лишь частично религиозный фактор.
В замок стеклось большое количество людей, причём не только из Мстиславского воеводства, но и шляхта из Смоленского воеводства, а все склады замка были переполнены имуществом зажиточных обывателей воеводства. Однако, как отмечал историк Владимир Краснянский, в основном это было польское население и шляхтичи. Коренное же «русское население Мстиславля с радостью ожидало московские войска», видя в них своих освободителей. При этом к русским войскам присоединилась и часть шляхты, которая, по свидетельству ряда очевидцев, также принимала участие в штурме замка.

### Осада и штурм
8 (18) июля русское войско (15 000 или 18 200 человек) с арматами (пушками) и различными видами боеприпасов к ним подступило к Мстиславлю. Ян Станкевич, рассчитывая на скорую помощь армии ВКЛ, которая на тот момент находилась под Оршей, категорически отказался открывать ворота. Тогда Трубецкой, обложив город плотным кольцом, приступил к его осаде. Русские войска довольно быстро выбили осаждённых из городских укреплений, однако сходу взять замок не смогли. В течение четырёх дней они обстреливал замок из пушек, нанося значительные повреждения его укреплениям и большой урон в людях, защищавших его. Также русское войско неоднократно предпринимало попытки взять замок приступом. Осаждённые, в свою очередь, предпринимали отчаянные вылазки против неприятеля.
На помощь осаждённым подходило более чем трёхтысячное поветовое ополчение во главе с урядником Николаем Посоховским, но на подступах к Мстиславлю оно было разбито русскими, а 500 человек взято в плен.
Наконец с рассветом 12 (22) июля после массированной артподготовки русские войска пошли на штурм и овладели замком. В ходе штурма многие защитники замка были перебиты. Часть была захвачена в плен и вывезена в Россию, а часть сразу была отпущена на свободу. Последние получили прозвище «недосеки» и присягнули на верность русскому царю. В плен были взяты Ян Станкевич и большинство шляхтичей, защищавших замок.
Ввиду упорного сопротивления защитников Мстиславского замка Трубецкой не имел возможности, согласно царскому указу, гарантировать сохранность «домов и достояния от воинского разорения», как это было в отношении других городов и селений. Из-за пожара, возникшего в ходе штурма, деревянный замок выгорел. Кроме замка, также был выжжен паркан (острог) и город. Сгорело или было разграблено всё спрятанное в замке имущество, а также были уничтожены волостные привилеи (грамоты) на различного рода привилегии и владения шляхты.

## Значение
Взятие Мстиславля в начале боевых действий на юго-западном направлении позволило продолжить Государев поход 1654 года — одну из самых успешных кампаний за всю историю войн Русского государства против Польши и Литвы. Благодаря победе в сражении русские войска смогли выйти на Днепр в районе Могилёв — Орша, что ставило под угрозу многочисленные городки, расположенные по левую сторону Днепра. Форсирование Днепра открывало возможность выйти на Березину в район Борисова и угрожать неприятелю в Минске.
После этого замок, предположительно, неоднократно восстанавливался, но былого значения уже не имел.

## Потери
В фамильных бумагах князя Фёдора Волконского говорится, что князь Алексей Трубецкой «…город Мстиславль взял и высек и выжег, а побил в нём больше пятнадцати тысяч [человек]». Об массовых убийствах мирного населения Мстиславля русскими войсками говорится также в «Дворцовых разрядах», об этом писал гетман великий литовский Януш Радзивилл. Уцелевший после погрома в Мстиславле член мстиславского гарнизона Котел рапортовал о том, что войска Трубецкого в Мстиславле убивали шляхтичей, мещан, евреев, а затем искали среди трупов тех, кто уцелел, и их забирали в плен. Белорусский историк Михаил Без-Корнилович писал про то, что память о «резне Трубецкого» в Мстиславле сохранялась в народных преданиях даже в середине XIX века. По мнению историка Андрея Метельского, большое количество погибших при обороне города говорит о том, что в Мстиславле укрывалось значительное количество населения со всего Мстиславского воеводства.
Согласно Василию Мелешко, рассказывая о штурме Мстиславля Богдану Хмельницкому, царь Алексей Михайлович в своей грамоте писал, что город «…взяты взятьем и шляхты, поляков и литвы и иных служылых людей и ксензов и езвуитов и иного их чину побито больши десяти тысяч человек».

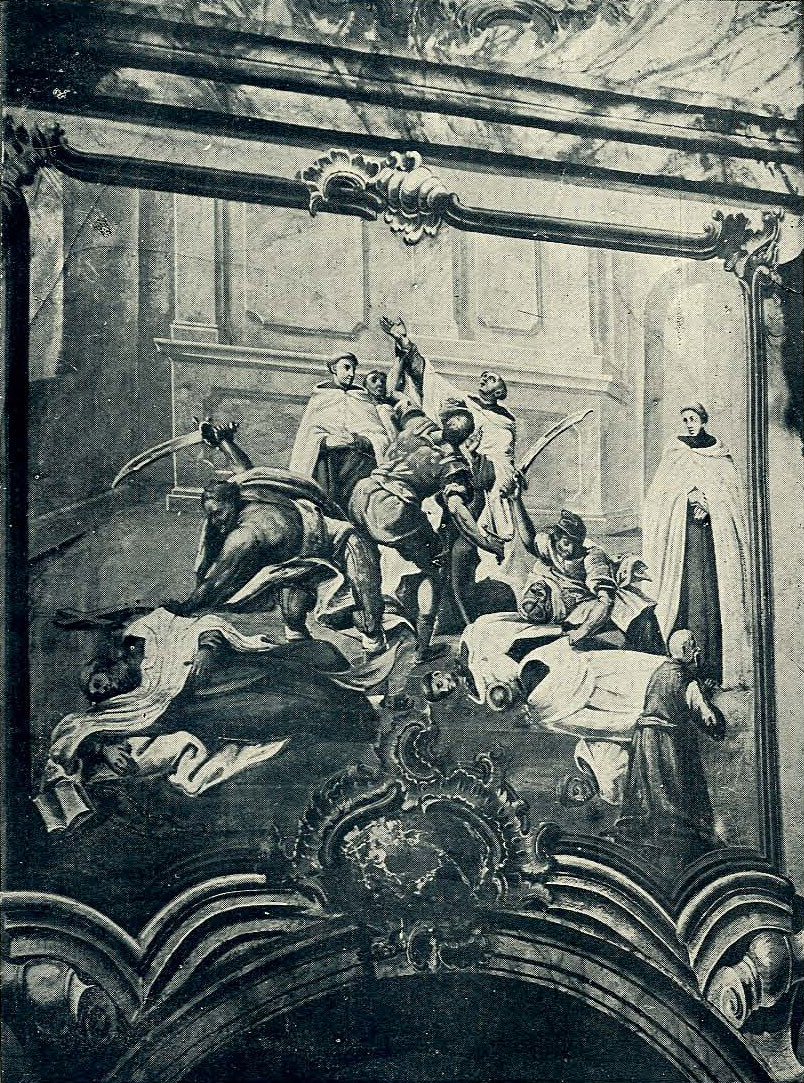
«Резня монахов» («Rzeź zakonników»). Фрески кармелитского костёла в Мстиславле

В историографии взятие Мстиславля иногда называется «трубецкой резнёй». Утверждается, что в результате погибло почти всё население города. Спустя несколько десятилетий после войны на стенах костёла в Мстиславле был изображён штурм замка русским войском, а также русские солдаты, отрубающие головы католическим священникам, смиренно обратившим взоры к небу.
Советский историк Лаврентий Абецедарский, ссылаясь на наиболее поздние документы Русского царства, обращал внимание на ряд обстоятельств, противоречащих версии о массовой резне в Мстиславле:
- Политика московского правительства по недопущению уничтожения людей[18], не имеющих отношения к военной службе.
- Сохранение за Мстиславлем магдебургского права.
- Царская грамота 1655 года городскому бурмистру Андрею Чечету, утверждающая свободную торговлю для мстиславцев и опалу для русских ратных людей в случае обиды мстиславца, вплоть до смертной казни.
- Несоответствие шляхетского повествования об обороне замка до последнего защитника другим документам, согласно которым шляхтичи Мстиславля в конечном итоге сами сдались Трубецкому.
- Сообщения о том, что войско Трубецкого в мстиславском замке взяло в плен немало людей, в том числе командующего обороной замка и городничего Яна Станкевича.
- Сообщения о присяге многих мстиславских шляхтичей царю.

Абецедарский считал, что «трубецкая резня» — это легенда, возникшая лишь спустя несколько лет после событий 1654 года, когда местная шляхта после повторного завоевания Мстиславля Речью Посполитой ходатайствовала о получении подтвердительных документов на свои владения. Пытаясь оправдать себя в глазах властей за сдачу мстиславского замка, шляхта объясняла им, что подлинные документы были отобраны и уничтожены русскими ратными людьми, учинившими в городе невероятные зверства и опустошение.
Российский историк Алексей Лобин заявлял, что русские войска убили или взяли в плен жителей Мстиславля, так как город оказал сильное сопротивление.

## Комментарии
1. ↑  Среди вывезенных из Мстиславля в Россию пленных был известный мастер изразцов Степан Полубес.
2. ↑  По крайней мере, за немногочисленными представителями польской шляхты в Мстиславле, прозвище «недосеки» оставалось вплоть до начала XX века[5]